# Yamauchi Fusajirō
Yamauchi Fusajirō (山内 房治郎 Yamauchi Fusajirō; Kyoto, 22 novembre 1859 – Kyoto, 1º gennaio 1940) è stato un imprenditore giapponese, fondatore della compagnia attualmente nota come Nintendo.
Yamauchi ha vissuto a Kyōto, in Giappone, ed ha avuto una figlia, Tei Yamauchi, sposata con Sekiryo Kaneda.

## Biografia
Fusajiro Yamauchi iniziò la sua carriera fondando la Nintendo Koppai, nel 1889; la compagnia fabbricava carte da gioco. Le carte, conosciute come hanafuda o daitoryo, furono prodotte in mazzi da 48 carte, ed ogni carta era prodotta utilizzando la corteccia di alberi di gelso (o mitsu-mata). Fusajiro vendeva le carte in due negozi, uno a Kyoto, l'altro a Osaka. La Nintendo crebbe rapidamente, e Fusajiro fu costretto ad assumere degli assistenti per non ridurre la produzione di carte.

## Discendenza
Fusajiro si è ritirato dagli affari nel 1929, ed è stato il primo dei tre presidenti di Nintendo appartenenti alla famiglia Yamauchi. Gli è succeduto Sekiryo Kaneda, marito della figlia Tei nonché suo figlio acquisito tanto da cambiare il proprio cognome durante la sua presidenza, terminata nel 1949 quando morì d'infarto. Fusajiro era inoltre il bisnonno di Hiroshi Yamauchi, che è direttamente succeduto a suo nonno Sekiryo, perché il padre era stato diseredato a causa del suo divorzio, assumendo la carica di presidente ad appena 22 anni e mantenendola dal 1949 al 2002, quando è andato in pensione. Dopo di lui si sono succeduti Satoru Iwata, presidente dal 2002 al 2015, Tatsumi Kimishima, dal 2015 al 2018, e Shuntaro Furukawa, dal 2018.